# Condado de Dodge (Minnesota)
O Condado de Dodge é um dos 87 condados do estado americano do Minnesota. A sede do condado é Mantorville, e sua maior cidade é Mantorville.
O condado possui uma área de 1 139 km² (dos quais 0 km² estão cobertos por água), uma população de 17 731 habitantes, e uma densidade populacional de 16 hab/km² (segundo o censo nacional de 2000). O condado foi fundado em 1855.